# José Antonio Pastor Ridruejo
José Antonio Pastor Ridruejo (Zaragoza, 1932) es un jurista español de Derecho Internacional Público.

## Biografía
José Antonio Pastor Ridruejo se licenció (1954) y doctoró en Derecho (1959) en la Universidad de Zaragoza obteniendo el prestigioso Diploma de la Academia de Derecho Internacional de La Haya en 1960. Ha ejercido su carrera docente e investigadora en las Universidades de Zaragoza, Murcia y Complutense de Madrid desde el año 1960. 
En el ámbito internacional, ha sido Profesor de los Cursos de la Academia de Derecho Internacional de La Haya (1971, 1991 y 1998), en el Instituto Universitario de Altos Estudios Internacionales de Ginebra, el Instituto de Derechos Humanos de Estrasburgo y en el Colegio de Abogados de México entre otras instituciones. Asimismo ha sido Profesor de la Escuela Diplomática de España. 
Entre sus cargos institucionales cabe destacar que ha sido miembro de la delegación española en la III Conferencia de las Naciones Unidas sobre el Derecho del Mar (1973-1982), Jefe de la Asesoría Jurídica Internacional del Ministerio de Asuntos Exteriores entre 1986 y 1998, miembro de la delegación española en la Asamblea General de las Naciones Unidas (comisión jurídica) entre 1987 y 1997 y miembro del Tribunal Permanente de Arbitraje desde 1987. 
El Profesor Pastor Ridruejo es miembro, entre otros, del Comité de honor del Real Instituto de Estudios Europeos de Zaragoza, del Instituto de Derecho Internacional, del Instituto Hispano-luso-americano de Derecho Internacional, de la Asociación Argentina de Derecho Internacional y de la Asociación Española de Profesores de Derecho Internacional y Relaciones Internacionales (AEPDIRI).
Como jurista de reconocido prestigio, fue nombrado Juez del Tribunal Europeo de Derechos Humanos, cargo que ejerció entre 1998 y 2003. Desde 2003, el Profesor Pastor es catedrático emérito de Derecho Internacional en la Universidad Complutense de Madrid. En enero de 2008 es investido doctor honoris causa por la Universidad Rey Juan Carlos de Madrid.
El Profesor Pastor Ridruejo es un eminente especialista en el Derecho Internacional de los Derechos Humanos y su obra científica y docente, muy apreciada por sus alumnos por su carácter didáctico, jovial y lectura amena, se han distinguido por su defensa de los valores en las normas internacionales, especialmente su humanización, y por la reivindicación de la eficacia de las instituciones internacionales, especialmente en el ámbito de las Naciones Unidas.

## Condecoraciones
- Encomienda de número de la Orden de Isabel la Católica (24 de junio de 1998)
- Gran Cruz de la Orden de San Raimundo de Peñafort (3 de julio de 2003)

## Obras
- La protección a la población civil en tiempo de guerra, Zaragoza, 1960.
- La jurisprudencia del tribunal internacional de La Haya, Sistematización y comentarios, Madrid, 1962.
- La explotación de los fondos marinos más allá de la jurisdicción nacional, Valladolid, 1975.
- Lecciones de derecho internacional público», Madrid, 1981, 1983 et 1985.
- Curso de derecho internacional público y organizaciones internacionales, Madrid, 25.ª edición, 2021.